# ダニ・ワン

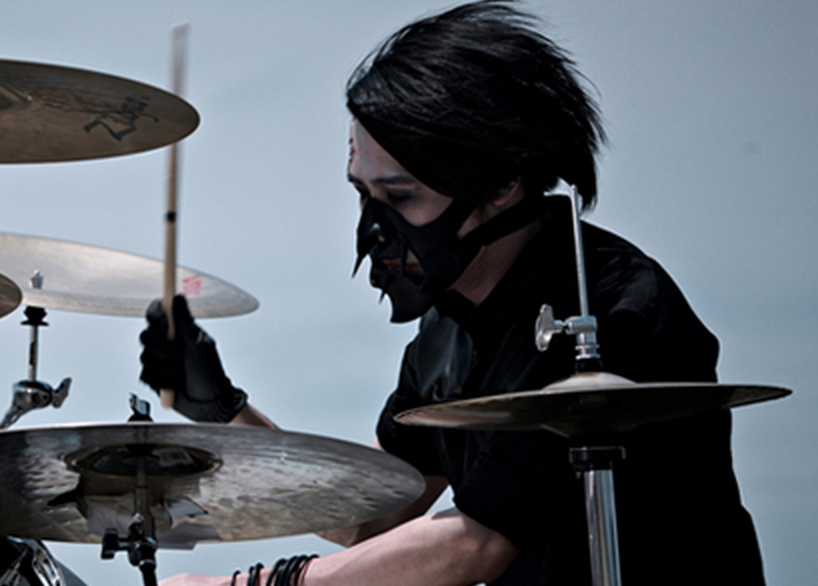
ワン・ダニ

ダニ・ワン（Dani Wang、本名：汪子驤、Wang Zixiang） は、は、台湾のドラマーである。バンド「ChthoniC (ソニック)」のメンバーである。 
台北市出身。輔仁大学（フーヤン大学）財務法学部卒業。 
2005年、ソニックに加入。2009年にアジアンバンドの唯一のドラマーとして世界で8番目に優れたドラマーに選ばれた。2011年には、台湾情報局が主催するゴールデンミュージックアワードのベストプレーヤー賞を受賞し、2013年には再び候補者に選ばれた。